# Solar do Visconde de São Lourenço
Il Solar do Visconde de São Lourenço (in italiano: Dimora del Visconte di San Lorenzo), è un edificio di Rio de Janeiro, all'angolo tra Rua do Riachuelo con Rua dos Inválidos, nel quartiere del Centro, costruito in stile coloniale portoghese, con tre piani, la cui costruzione fu iniziata nel XVIII secolo.
Il suo primo proprietario fu Antônio da Cunha, un ufficiale, che la vendette nel 1820 a Francisco Targine, visconte di San Lorenzo, consigliere di Giovanni VI, il quale mise in atto una grande ristrutturazione.
Dopo la morte del visconte ospitò il Colégio Marinho, ed entrò in declino nel XX secolo, quando l'edificio fu trasformato in un condominio con negozi al piano terreno.
La tutela dell'Instituto do Patrimônio Histórico e Artístico Nacional – IPHAN, nel 1938, non lo sottrasse alla rovina, aggravata da un incendio negli anni 1990 che lo distrusse parzialmente.
Il comune e l'IPHAN hanno espresso l'intenzione di acquisire l'immobile per poterlo restaurare e rivitalizzare, con lo scopo di allestire al suo interno il Centro di Riferimento dell'Archeologia Fluminense.